# Estación Huaquén
Huaquén (o Guaquén) fue una estación del ferrocarril ubicada en la localidad de Huaquén que se halla dentro de la comuna de homónima actual comuna de La Ligua, en la región de Valparaíso de Chile. Fue parte del ramal entre estación Longotoma y la estación Quinquimo, siendo posteriormente parte del trayecto costa del longitudinal norte.

## Historia
La estación es parte del sistema ferroviario del Longitudinal Norte, en particular a la extensión del trayecto costero que fue inaugurado en agosto de 1943 y que conectó a las estaciones de Longotoma con la estación de Los Vilos. Esta estación funcionó con normalidad hasta mediados de la década de 1960. El decreto del 19 de junio de 1969 la convirtió en paradero sin personal.
La estación fue suprimida mediante decreto del 28 de julio de 1978. La obra gruesa aún se mantiene en pie; además, la estación cuenta con un gran número de subramales.